# Швеция на Европейских играх 2015
Швеция на I Европейских играх, которые прошли в июне 2015 года в столице Азербайджана городе Баку, была представлена 74 спортсменами в 15 видах спорта.

## Награды

### Золото
| Золото |                |                         |
| #      | Спортсмены     | Вид спорта (дисциплина) |
| 1      | София Маттссон | Борьба (до 55 кг)       |

### Серебро
| Серебро |                  |                                                        |
| #       | Спортсмены       | Вид спорта (дисциплина)                                |
| 1       | Петтер Меннинг   | Гребля на байдарках и каноэ (байдарка-одиночка, 200 м) |
| 2       | Стефан Нильссон  | Стрельба (скит)                                        |
| 3       | Анна Лорелль Нэш | Бокс (до 75 кг)                                        |

### Бронза
| Бронза |                  |                         |
| #      | Спортсмены       | Вид спорта (дисциплина) |
| 1      | Лиза Норден      | Триатлон                |
| 2      | Никита Гласнович | Тхэквондо (до 57 кг)    |
| 3      | Элин Юханссон    | Тхэквондо (до 67 кг)    |

## Состав команды
Борьба
Греко-римская борьба
- Фрунзе Арутюнян
- Александер Йергсен
- Себастьян Лённборн
- Кристоффер Нильссон
- Эмиль Сандаль
- Закариас Толльрот
- Теодорос Тунусидис

Велоспорт
 Велоспорт-маунтинбайк
- Маттиас Венгелин
- Эмиль Линдгрен
- Йенни Риссведс

 Карате
- Хана Антунович

 Триатлон
- Лиза Норден

## Результаты

### Борьба
В соревнованиях по борьбе разыгрывалось 24 комплекта наград. По 8 у мужчин и женщин в вольной борьбе и 8 в греко-римской. Турнир проходил по олимпийской системе с выбыванием. В утешительный раунд попадали участники, проигравшие в своих поединках будущим финалистам соревнований. Каждый поединок состоит из двух раундов по 3 минуты, победителем становится спортсмен, набравший большее количество баллов. По окончании схватки, в зависимости от результатов в каждом из раундов спортсменам начисляются классификационные очки.
Мужчины
Греко-римская борьба
Легенда: 

VT — победа на туше; 

VB — победа, ввиду травмы соперника; 

PP — победа по очкам с техническим баллом у проигравшего; 

PO — победа по очкам без технического балла у проигравшего; 

SP — техническое превосходство, победа по очкам с разницей более, чем в 6 баллов с техническим баллом у проигравшего; 

ST — техническое превосходство, победа по очкам с разницей более, чем в 6 баллов без технического балла у проигравшего; 

| Соревнование | Спортсмены          | Первый раунд                 | 1/8 финала                  | Четвертьфинал                  | Полуфинал                   | Финал                | Место |
| Соревнование | Спортсмены          | Соперник Результат           | Соперник Результат          | Соперник Результат             | Соперник Результат          | Соперник Результат   | Место |
| ------------ | ------------------- | ---------------------------- | --------------------------- | ------------------------------ | --------------------------- | -------------------- | ----- |
| до 66 кг     | Фрунзе Арутюнян     | М. Бернатек (POL) В 3:1 (PP) | А. Сурков (RUS) П 0:4 (ST)  | Турнир за 3-е место            | Турнир за 3-е место         | Турнир за 3-е место  | 16    |
| до 66 кг     | Фрунзе Арутюнян     | М. Бернатек (POL) В 3:1 (PP) | А. Сурков (RUS) П 0:4 (ST)  | Ф. Бьеррехуус (DEN) П 0:4 (ST) | Завершил выступление        | Завершил выступление | 16    |
| до 71 кг     | Закариас Толльрот   | Т. Хиновяну (ROU) В 3:0 (PO) | Б. Корпаши (HUN) П 0:4 (ST) | Турнир за 3-е место            | Турнир за 3-е место         | Турнир за 3-е место  | 10    |
| до 71 кг     | Закариас Толльрот   | Т. Хиновяну (ROU) В 3:0 (PO) | Б. Корпаши (HUN) П 0:4 (ST) | не участвовал                  | Ф. Штеблер (GER) П 1:4 (SP) | Завершил выступление | 10    |
| до 75 кг     | Кристоффер Нильссон | В. Немеш (SRB) П 0:3 (PO)    | не участвовал               | Турнир за 3-е место            | Турнир за 3-е место         | Турнир за 3-е место  | 10    |
| до 75 кг     | Кристоффер Нильссон | В. Немеш (SRB) П 0:3 (PO)    | не участвовал               | Ч. Руссо (ITA) В 5:0 (VB)      | П. Айзеле (GER) П 1:3 (PP)  | Завершил выступление | 10    |
| до 80 кг     | Александер Йергсен  | не участвовал                | П. Бало (SRB) В 3:0 (PO)    | С. Чеби (TUR) П 0:3 (PO)       | Завершил выступление        | Завершил выступление | 11    |
| до 85 кг     | Эмиль Сандаль       | не участвовал                | Э. Апс (EST) П 1:3 (PP)     | Завершил выступление           | Завершил выступление        | Завершил выступление | 13    |
| до 98 кг     | Теодорос Тунусидис  | О. Нуриев (AZE) П 1:3 (PP)   | Завершил выступление        | Завершил выступление           | Завершил выступление        | Завершил выступление | 12    |
| до 130 кг    | Себастьян Лённборн  | не проводится                | не участвовал               | Х. Наби (EST) П 0:3 (PO)       | Завершил выступление        | Завершил выступление | 13    |

### Велоспорт

#### Маунтинбайк
Соревнования по маунтинбайку проводилились в построенном специально для игр велопарке. Дистанция у мужчин составляла 36,7 км, а у женщин 27,9 км.
Мужчины
| Соревнование | Спортсмены       | Результат | Место | Отставание |
| ------------ | ---------------- | --------- | ----- | ---------- |
| Кросс-кантри | Маттиас Венгелин | 1:48:17   | 15    | +7:13      |
| Кросс-кантри | Эмиль Линдгрен   | 1:51:00   | 20    | +9:56      |

Женщины
| Соревнование | Спортсмены     | Результат | Место | Отставание |
| ------------ | -------------- | --------- | ----- | ---------- |
| Кросс-кантри | Йенни Риссведс | 1:36:22   | 8     | +5:17      |

### Гребля на байдарках и каноэ
Соревнования по гребле на байдарках и каноэ проходили в городе Мингечевир на базе олимпийского учебно-спортивного центра «Кюр». Разыгрывалось 15 комплектов наград. В каждой дисциплине соревнования проходили в три этапа: предварительный раунд, полуфинал и финал.
Женщины
| Соревнование    | Спортсмены                                                 | Предварительный раунд | Предварительный раунд | Предварительный раунд | Полуфинал | Полуфинал | Полуфинал | Финал                 | Финал                 | Итоговое место        |
| Соревнование    | Спортсмены                                                 | Заплыв                | Время                 | Место                 | Заплыв    | Время     | Место     | Время                 | Место                 | Итоговое место        |
| --------------- | ---------------------------------------------------------- | --------------------- | --------------------- | --------------------- | --------- | --------- | --------- | --------------------- | --------------------- | --------------------- |
| K-4, 500 метров | Линнеа Стенсилс Моа Викберг Карин Юханссон Клара Андерссон | 1                     | 1:38,337              | 6 (Q)                 | 1         | 1:31,946  | 4         | Завершили выступление | Завершили выступление | Завершили выступление |

### Карате
Соревнования по карате проходили в Бакинском кристальном зале. В каждой весовой категории принимали участие по 8 спортсменов, разделённых на 2 группы. Из каждой группы в полуфинал выходили по 2 спортсмена, которые по системе плей-офф разыгрывали медали Европейских игр.
Женщины
| Соревнование | Спортсмены     | Групповой этап            | Групповой этап            | Групповой этап         | Групповой этап | 1/2 финала               | Финал                  | Итоговое место |
| Соревнование | Спортсмены     | 1 поединок                | 2 поединок                | 3 поединок             | Место          | 1/2 финала               | Финал                  | Итоговое место |
| ------------ | -------------- | ------------------------- | ------------------------- | ---------------------- | -------------- | ------------------------ | ---------------------- | -------------- |
| Свыше 68 кг  | Хана Антунович | Группа A                  | Группа A                  | Группа A               | Группа A       | М. Ходжаоглу (TUR) П 2:3 | За 3-е место           | 4              |
| Свыше 68 кг  | Хана Антунович | Н. Аит Ибраим (FRA) Н 1:1 | М. Мартинович (CRO) П 1:2 | А. Самадли (AZE) В 9:1 | 2 (Q)          | М. Ходжаоглу (TUR) П 2:3 | И. Зайцева (RUS) П 1:2 | 4              |

### Триатлон
| Соревнование | Спортсмены  | Плавание | Смена | Велоспорт | Смена | Бег   | Итоговое время | Место | Отставание |
| ------------ | ----------- | -------- | ----- | --------- | ----- | ----- | -------------- | ----- | ---------- |
| Женщины      | Лиза Норден | 20:37    | 0:49  | 1:03:49   | 0:29  | 36:02 | 2:01:46        | 3     | +1:18      |